# Camden (Indiana)
Camden és una població dels Estats Units a l'estat d'Indiana. Segons el cens del 2000, tenia 582 habitants.

## Demografia
Segons el cens del 2000, Camden tenia 582 habitants, 233 habitatges i 160 famílies. La densitat de població era de 864,3 habitants per km².
Dels 233 habitatges en un 34,8% vivien nens de menys de 18 anys, en un 59,7% hi vivien parelles casades, en un 6% dones solteres, i un 31,3% no eren unitats familiars. En el 28,3% dels habitatges vivien persones soles, el 18,5% de les quals corresponia a persones de 65 anys o més que vivien soles. El nombre mitjà de persones que vivien en cada habitatge era de 2,5 i el nombre mitjà de persones que vivien en cada família era de 3,1.
Per edats, la població es repartia de la següent manera: un 27,8% tenia menys de 18 anys, un 5,8% entre 18 i 24, un 29% entre 25 i 44, un 19,2% de 45 a 60 i un 18% 65 anys o més.
L'edat mediana era de 36 anys. Per cada 100 dones de 18 o més anys hi havia 82,6 homes.
La renda mediana per habitatge era de 44.250 $ i la renda mediana per família, de 53.750 $. Els homes tenien una renda mediana de 30.083 $ mentre que les dones, de 22.174 $. La renda per capita de la població era de 19.476 $. Entorn de l'1,3% de les famílies i el 4,2% de la població estaven per davall del llindar de pobresa.

## Poblacions més properes
El següent diagrama mostra les poblacions més properes.